# Det är sant att Jesus lever
Det är sant att Jesus lever är en psalm av Bo Setterlind, skriven 1971. Musik av Roland Forsberg (Ess-dur, 3/4) från samma år.
Alla fyra verserna börjar "Det är sant" (nämligen ...att Jesus lever, att Jesus ser mig, att Jesus lider, att Jesus giver).

## Publicerad i
- Herren Lever 1977 som nummer 870 under rubriken "Kyrkans år - Påsktiden".[1]
- Den svenska psalmboken 1986, 1986 års Cecilia-psalmbok, Psalmer och Sånger 1987, Segertoner 1988 och Frälsningsarméns sångbok 1990 som nummer 49 under rubriken "Jesus, vår Herre och broder".